# Beechmont (Australia)
Beechmont – miasto w Australii, w stanie Queensland.